# Ardeova, Cluj
Ardeova este un sat în comuna Mănăstireni din județul Cluj, Transilvania, România.

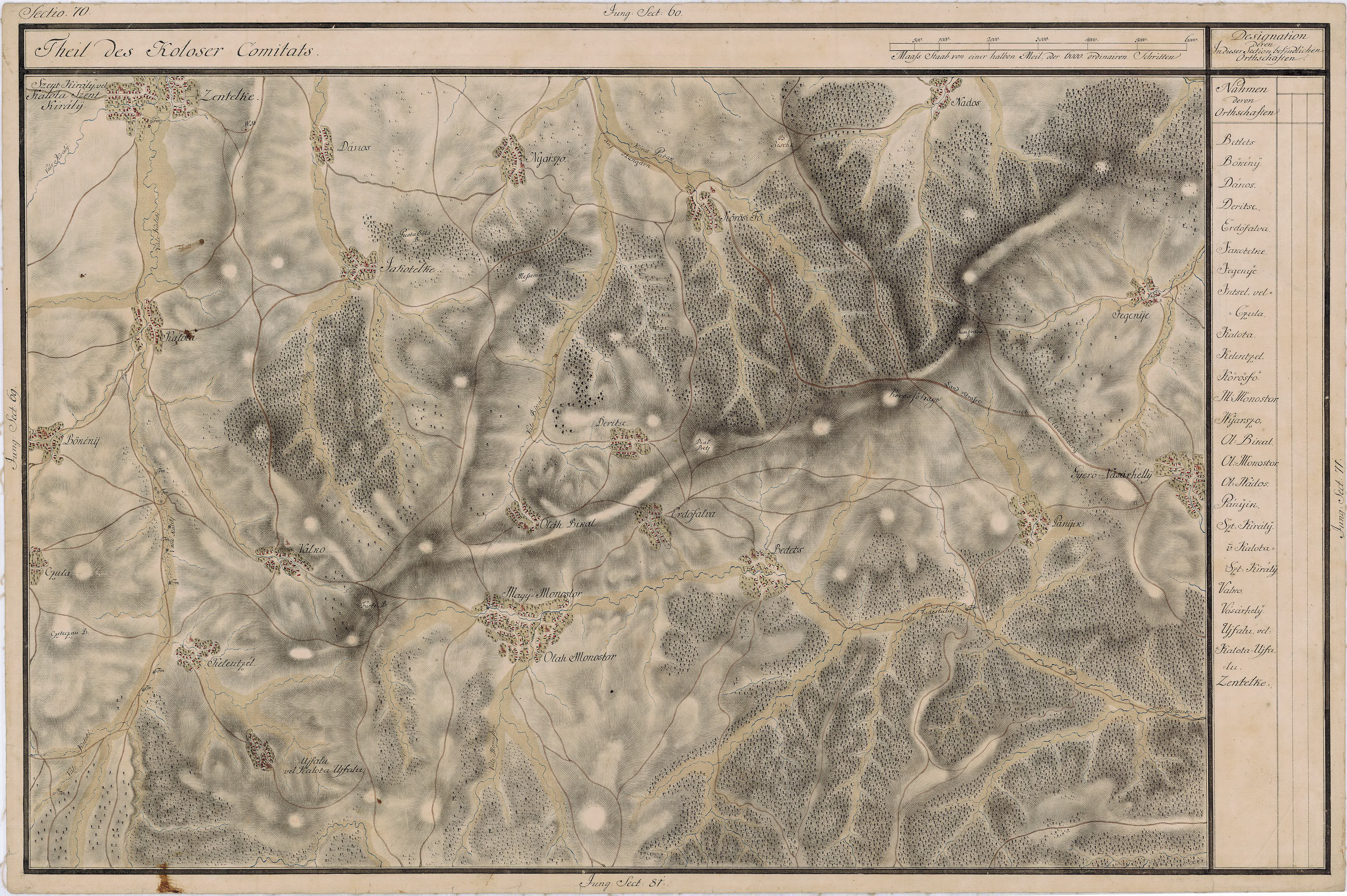
Ardeova în Harta Iosefină a Transilvaniei, 1769-1773

## Vezi și
- Biserica de lemn din Ardeova

## Legături externe
Materiale media legate de Ardeova la Wikimedia Commons